# イリノイ大学シカゴ校
イリノイ大学シカゴ校（英語: The University of Illinois Chicago, UIC）は、米国イリノイ州シカゴに本部を置くアメリカ合衆国の州立大学。1982年創立、1982年大学設置。
UICは15の学部があり、約28000人が学んでいる。
UICのスポーツはNCAAディビジョンIのホライズン・リーグに加盟している。体育館のUICパビリオンではUICの試合が行われるだけでなく、コンサートやボクシング、プロレスなどの試合のために一般開放されている。